# 鸡嘴簕
鸡嘴簕（学名：Mezoneuron sinense）是豆科见血飞属的植物。分布在缅甸、老挝以及中国大陆的广西、四川、湖北、云南、广东、贵州等地，生长于海拔600米至1,200米的地区，多生长于老挝、缅甸和越南，目前尚未由人工引种栽培。